# Archery tag

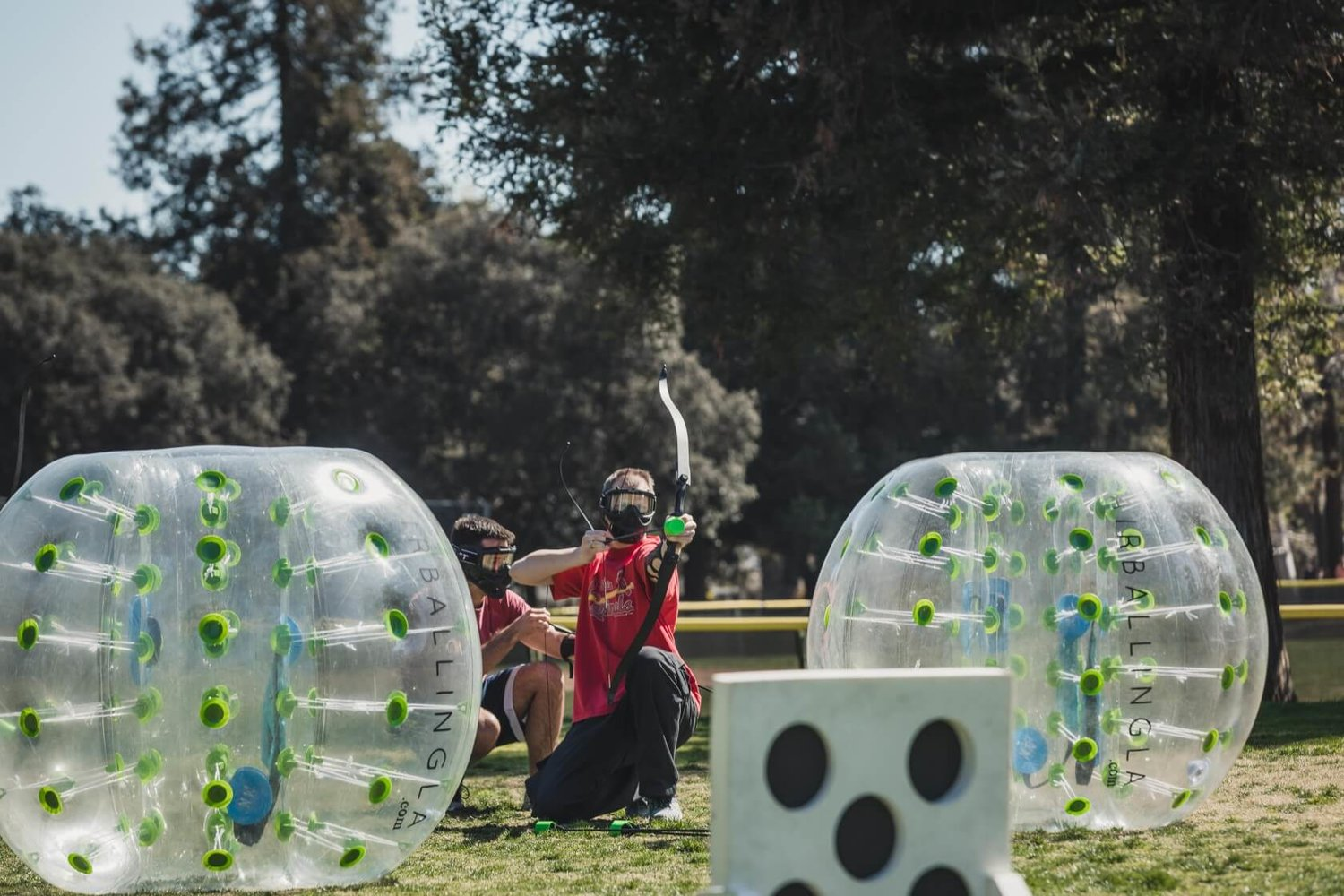
Image d'illustration d'un Archery tag à Los Angeles.

L'Archery tag est une activité sportive similaire au paintball, les joueurs étant équipés d'arc et de flèches (avec l’extrémité en mousse).
Deux équipes s'affrontent pour être la première à toucher tous les centres de la cible de 5 spots de l'adversaire. Tout en essayant de toucher d'autres joueurs avec les flèches, le jeu se termine de trois façons différentes : tous les membres d'une équipe adverse ont été touchés, les 5 spots de la cible de l’une des équipes ont été éliminés ou le temps imparti s'est écoulé.

## Histoire
L'archery tag a été inventé aux États-Unis par John Jackson à l'été 2011.

## Équipement
Chaque joueur porte un masque protégeant son visage. Des arcs et des flèches avec des embouts en mousse spécialement conçus pour le sport de combat d'arc sont utilisés. Il y a deux cibles à 5 points. 
Certaines personnes proposent l'activité avec du matériel copié ou non adapté au sport intensif, ce qui peut s'avérer dangereux.

## Terrain
Le sport se pratique en salle ou à l’extérieur. La zone de jeu est agrémentée de différents éléments gonflables permettant aux joueurs de se camoufler.